# Досифей (Стойковский)
Митрополи́т Досифе́й (в миру Димитар Стойковский, макед. Димитар Стојковски, Димитрие Стойкович, серб. Димитрије Стојковић; 7 декабря 1906, Смедерево, Королевство Сербия — 20 мая 1981, Скопье) — предстоятель Македонской православной церкви с титулом «Архиепископ Охридский и Скопский, Митрополит Македонский» с 1959 года в составе Сербской православной церкви, но в 1968 году МПЦ в одностороннем порядке объявила об автокефалии. Статус МПЦ был урегулирован только в 2022 году.

## Биография
Родился 7 декабря 1906 года в Смедереве на севере тогдашней Сербии в семье македонских болгар-"сербоманов" Лазаря и Софии Стойковичей из Маврово и Ростуша. Начальную школу и гимназию окончил в Белграде.
В 1922 году поступил в духовную семинарию в Сремских Карловцах.
В 1924 году прервал обучение, уехал в Македонию и в монастыре Пресвятой Богородицы Пречистой под Кичевом был пострижен в монашество.
С 1924 по 1932 год состоял в братии монастыря Хиландар на Афоне.
Вернувшись в 1932 году в Македонию, поступил в Битольскую семинарию. Проживал в монастырях Пресвятой Богородицы близ Кичева и святого Наума в Охриде.
12 февраля 1934 года в церкви Пресвятой Богородицы в Битоле рукоположён в сан иеродиакона, в Вербное воскресенье того же года в церкви Пресвятой Богородицы Перивлепты в Охриде — в сан иеромонаха епископом Охридским и Битольским Николаем (Велимировичем).
В 1942 году окончил Богословский факультет Белградского университета.
В 1945 году возведён в звание синкелла.
С 1947 года — управитель Патриаршего подворья в Сремских Карловцах.
В 1948 году возведён в сан архимандрита.
В 1951 году Священный Архиерейский Собор Сербской Православной Церкви избрал его викарным епископом Топличским, викарием Патриарха Сербского. 22 июля того же года в соборном храме святого Марка в Белграде состоялась его епископская хиротония, которую возглавил Патриарх Сербский Викентий.
4 октября 1958 года на «Втором церковно-народном соборе» в Охриде, проходившем без благословения священноначалия, но при активной поддержке македонских властей, Досифей был единогласно избран «архиепископом Oхридским и Скопским и митрополитом Македонским», после чего, оставив своё послушание в Белграде, стал во главе Македонской православной церкви. Ещё ранее сербские архиереи были выдворены македонскими властями из своих епархий.
Стремясь уврачевать возникший раскол, Священный Архиерейский Собор Сербской Православной Церкви, собравшийся с 3 по 19 июня 1959 года, признал МПЦ самостоятельной и управляющейся в соответствии с собственным уставом, но с условием, что Македонская Православная Церковь «остаётся в каноническом единстве с Сербской Православной Церковью через её Предстоятеля». Епископ Досифей признавался митрополитом Скопским. Вместе с тем собор отверг кандидатуры четверых кандидатов во епископы, избранных Македонской Церковью, поскольку они, в числе прочего, были женаты.
Как Глава Македонской православной церкви митрополит Досифей посетил многие православные Церкви, вместе с Сербским Патриархом Германом (Джоричем) побывал в Греции, Болгарии, Румынии, СССР.
После отказа Сербской православной церкви даровать Македонской православной церкви автокефалию, архиепископ Досифей также при активной поддержке властей созвал «Третий Церковно-народный собор», на котором 17 июля 1967 году была принята резолюция о возобновлении автокефалии Охридской архиепископии в границах Македонской православной церкви. 18 и 19 июля в церкви Пресвятой Богородицы Перивлепты в Охриде Досифей провозгласил автокефалию Охридской архиепископии и усвоил себе титул «архиепископ Охридский и Македонский».
Самочинная автокефалия не была признана ни Сербской Церковью, ни другими Поместными Православными Церквами, что означало отпадение Македонской церкви в раскол.
Как руководитель религиозного большинства (более 70 %) населения Македонии, поддерживал отношения с представителями исламских, протестантских и иудейских общин и а также других религиозных организаций Македонии. Особые отношения были с представителями Римско-католической Церкви.
Скончался 20 мая 1981 года в Скопье. Похоронен 24 мая 1981 года в церкви святого Димитрия в Скопье при большом стечении верующих.